# Boeing Model 80

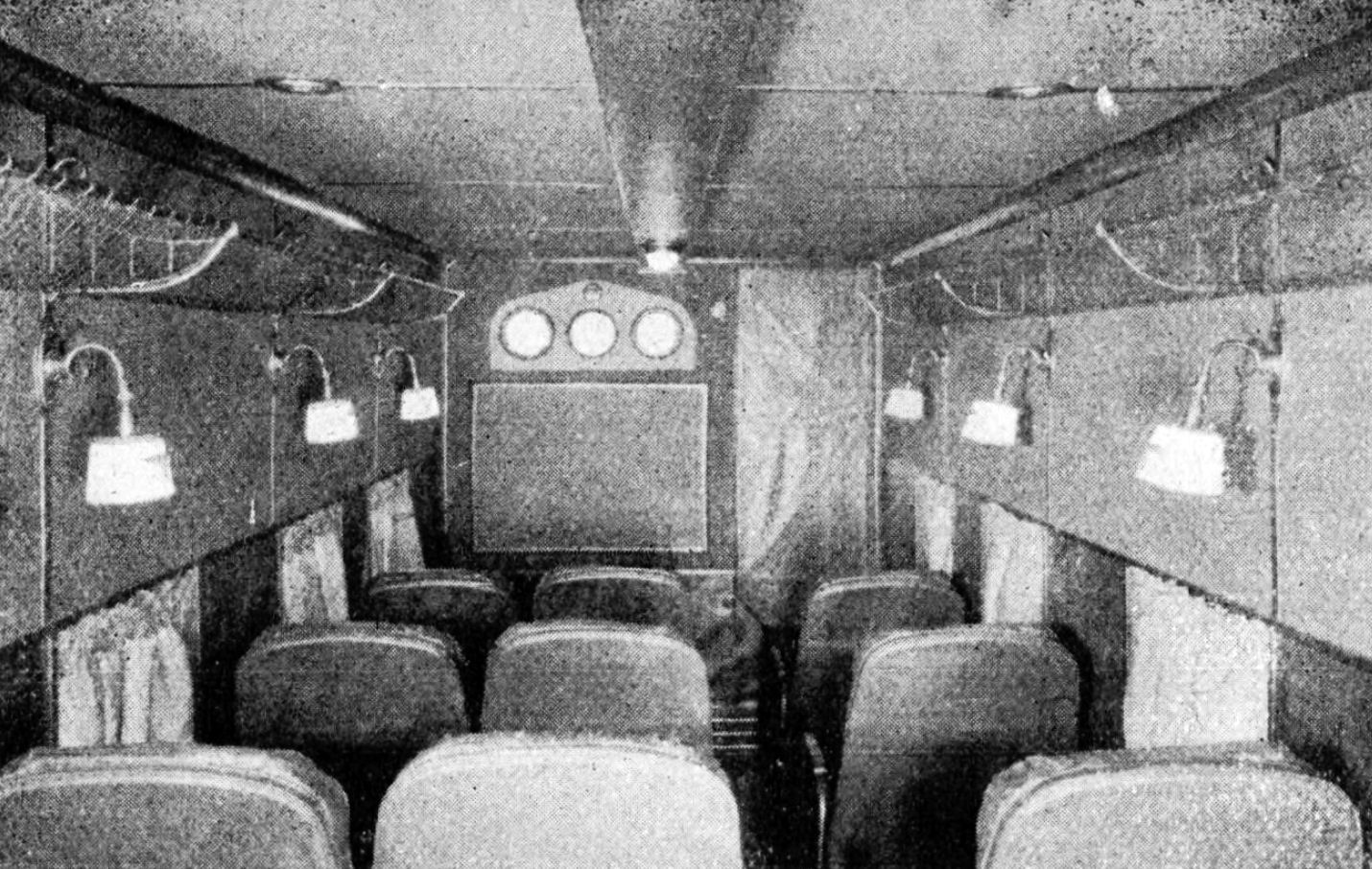
Kabine einer Boeing Model 80, 1929

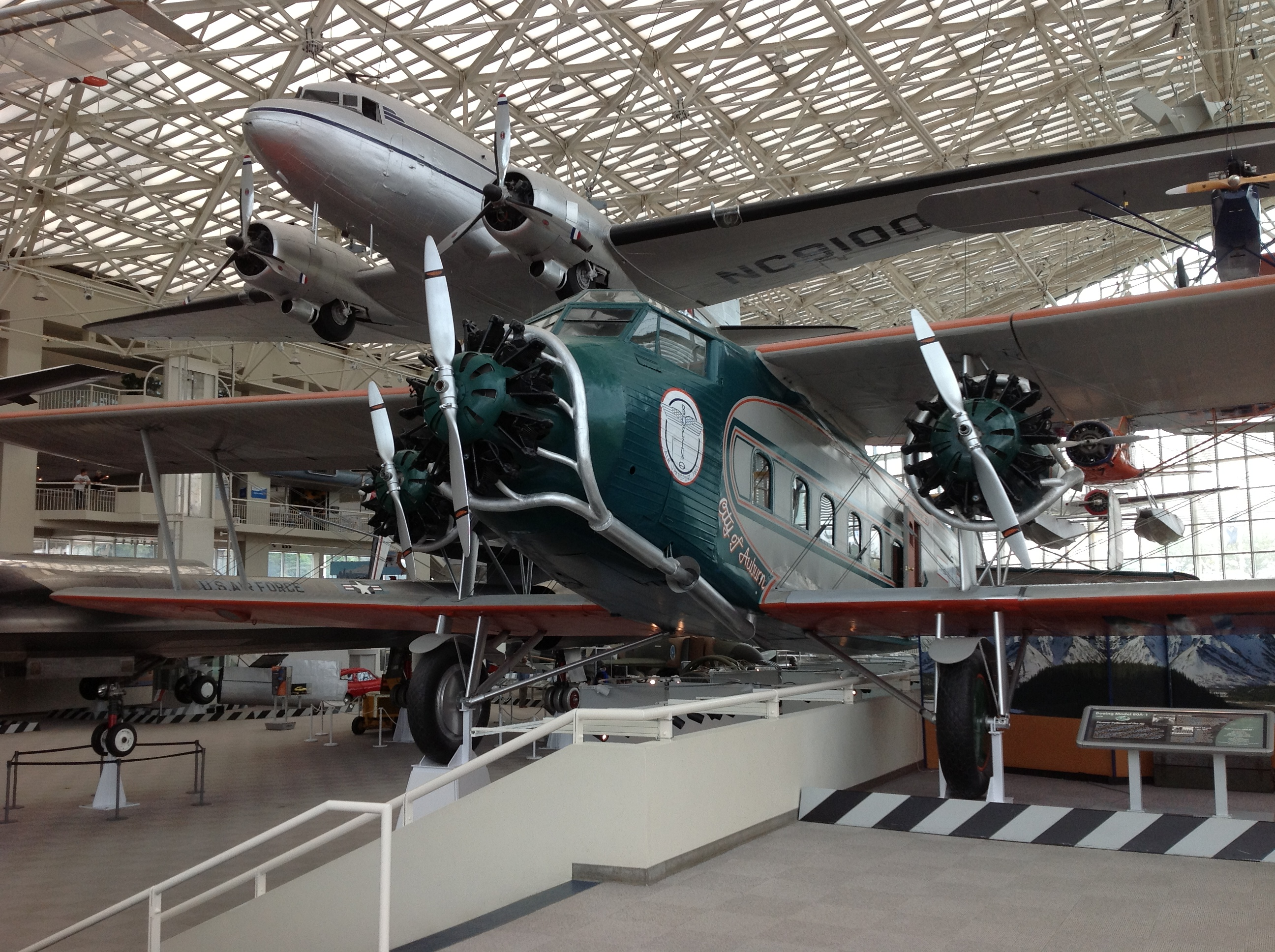
Boeing Model 80A-1 im Museum of Flight in Seattle

Die Boeing Model 80 war ein als Doppeldecker ausgelegtes dreimotoriges Verkehrsflugzeug aus den 1920er Jahren. Es entstand als Weiterentwicklung der Model 40 und war der erste von Boeing für den Passagierverkehr entwickelte Flugzeugtyp.

## Geschichte
Boeing entwickelte die Model 80 für die Tochtergesellschaft Boeing Air Transport Corporation. Besonderer Wert wurde auf einen hohen Passagierkomfort gelegt. Die Model 80 absolvierte ihren Erstflug am 27. Juli 1928.
Wie beim Vorgänger Model 40 bestand der Rumpf aus einem mit Stoff bespannten Stahlrohrrahmen. Die Enden der hölzernen Tragflächen konnten entfernt werden, um das Flugzeug auch in kleinen Hangars unterzubringen. Als Antrieb dienten zunächst drei Wasp-Motoren von Pratt & Whitney. In den späteren Versionen wurden sie durch Hornet-Triebwerke ersetzt. Die beiden äußeren Motoren befanden sich zwischen den Tragflächen des Doppeldeckers.
Entgegen den Wünschen der Piloten wurde das Zweimanncockpit geschlossen ausgeführt. In der davon abgetrennten Kabine war Platz für zwölf Fluggäste. Zur Ausstattung gehörten Ledersitze, Leselampen, Frischluftzufuhr und fließendes Kalt- und Warmwasser.
In der gestreckten Version 80A stieg die Kapazität auf 18 Passagiere. Den Jungfernflug erlebte sie am 12. September 1929. Die United Airlines, Nachfolgerin der Boeing Air Transport, stellte zehn dieser Maschinen in Dienst.
Die 80A war das erste Flugzeug, in dem weibliche Flugbegleiter eingesetzt wurden. Am 15. Mai 1930 flog Ellen Church als erste Flugbegleiterin in einer 80A von Oakland, San Francisco nach Chicago.

## Versionen
- Model 80 – Ursprungsversion mit Wasp-Motoren (4 Flugzeuge)
- Model 80A – gestreckte Version mit verbesserter Aerodynamik und Hornet-Motoren (10 Flugzeuge, später zur 80A-1 umgebaut)
  - Model 80A-1 – Umbauversion der 80A mit verändertem Leitwerk
- Model 80B-1 – einzelne 80A mit offener Pilotenkanzel; später zur 80A-1 umgebaut
- Model 226 – Umbau einer 80A zu einem Geschäftsflugzeug der Standard Oil Company mit verändertem Leitwerk

## Technische Daten (Model 80A)

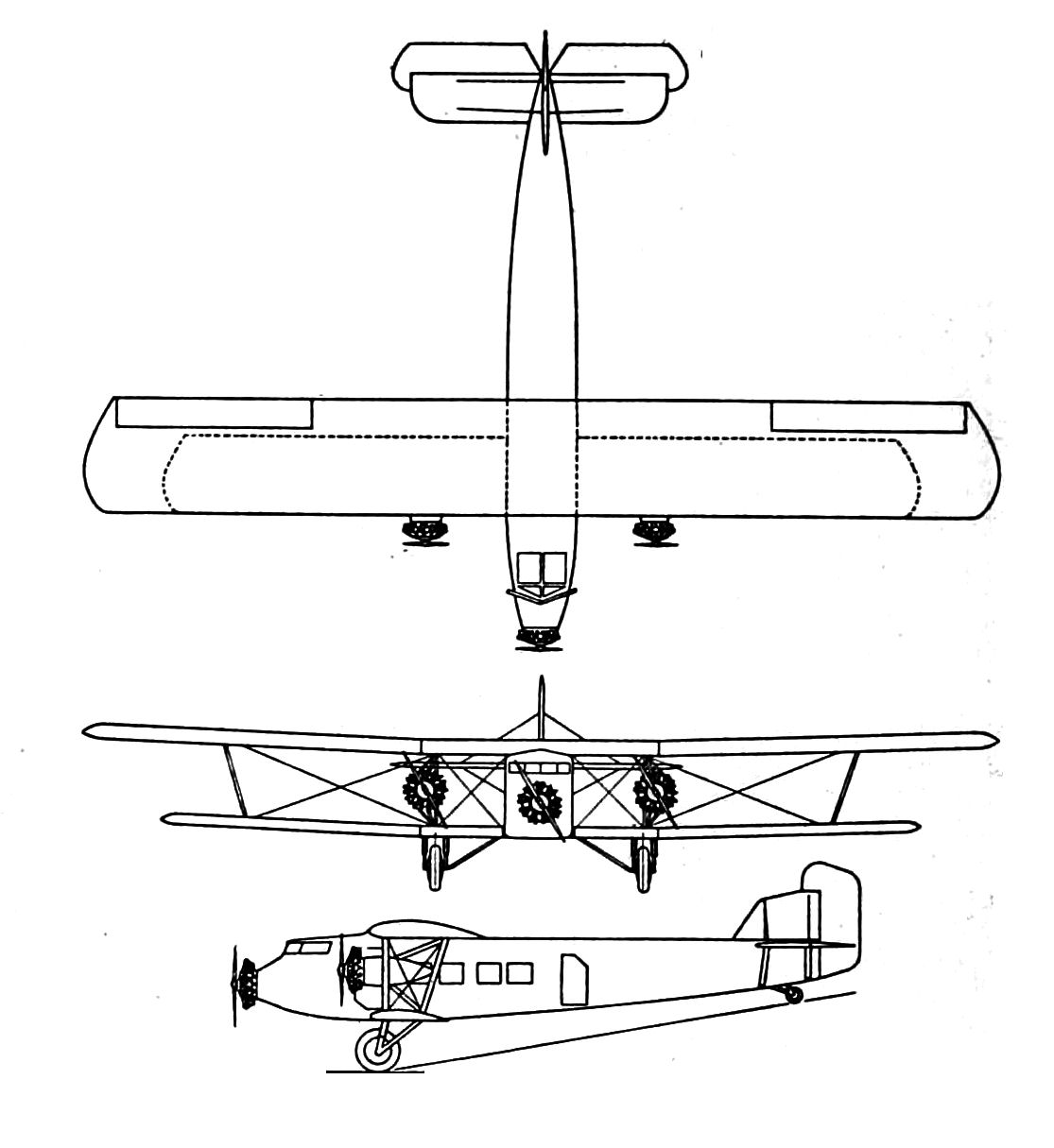
Dreiseitenansicht

| Kenngröße             | Daten                                                          |
| --------------------- | -------------------------------------------------------------- |
| Besatzung             | 2 Piloten, 1 Flugbegleiter                                     |
| Passagiere            | 18                                                             |
| Länge                 | 17,20 m                                                        |
| Spannweite            | 24,40 m                                                        |
| Startmasse            | 7930 kg                                                        |
| Reisegeschwindigkeit  | 201 km/h                                                       |
| Höchstgeschwindigkeit | 222 km/h                                                       |
| Dienstgipfelhöhe      | 4270 m                                                         |
| Reichweite            | 740 km                                                         |
| Triebwerke            | 3 × Pratt & Whitney Hornet-Sternmotoren mit je 386 kW (525 PS) |

## Erhaltene Flugzeuge
Im Museum of Flight am Boeing Field in Seattle ist die einzige erhaltene Boeing 80A-1 ausgestellt.